# Festival des palais royaux d'Indonésie
Le Festival des cours royales d'Indonésie, en indonésien Festival Keraton Nusantara, est un événement durant lequel des spectacles et des expositions présentent la culture des différentes cours royales et princières d'Indonésie ("kraton"). L'événement a lieu dans une ville d'Indonésie où existe encore une cour royale ou princière.
Le premier festival s'est tenu à Yogyakarta en 1995, le 2e à Cirebon (province de Java occidental) en 1997, le 3e à Tenggarong (Kalimantan oriental) en 2002, le 4e de nouveau à Yogyakarta en 2004, le 5e à Surakarta (Java central) en 2006 et le 6e à Malino (Sulawesi du Sud) en 2008.
Le festival 2010 s'est tenu à Palembang (Sumatra du Sud), siège d'un ancien sultanat restauré en 2003.